# Kačji strup
Kačji strup je izloček v obliki tekočine, ki ga uporabljajo nekatere vrste strupenih kač, ko se branijo. Strup prihaja iz žlez slinavk, ki so pri kačah spremenjene v strupne žleze (strupnice). Po navadi so strupnice povezane s strupniki, ki so večji od običajnih zob. Kačji strupi vsebujejo različne toksine, odvisno od vrste kač (hemotoksine, nevrotoksine, toksine, ki okvarjajo srce, mišice, kapilare in vrsto encimov.